# Globigerinoides
Globigerinoides es un género de foraminífero planctónico de la subfamilia Globigerininae, de la familia Globigerinidae, de la Superfamilia Globigerinoidea, del suborden Globigerinina y del orden Globigerinida. Su especie tipo es Globigerina rubra. Su rango cronoestratigráfico abarca desde el Chattiense superior (Oligoceno medio) hasta la Actualidad.

## Descripción
Globigerinoides s.l. incluye especies con conchas trocoespiraladas, globigeriniformes, de trocospira baja a ligeramente alta; sus cámaras son globulares u ovaladas, creciendo en tamaño de manera rápida; sus suturas intercamerales son incididas y rectas; su contorno ecuatorial es subcuadrado y lobulado; su periferia es redondeada; su ombligo es moderadamente amplio; su abertura principal era interiomarginal, umbilical (intraumbilical), con forma de arco amplio, y rodeada por un estrecho labio; presentan una o más aberturas suplementarias suturales en el lado espiral, situadas en el contacto entre la espira y las suturas radiales; presentan pared calcítica hialina, fuertemente perforada con poros cilíndricos o en copa, y superficie reticulada y espinosa, con espinas muy largas de sección circular (y que dejan bases de espinas al morir).

## Discusión
La taxonomía de Globigerinoides s.l. ha sido bastante mal comprendida desde su definición, debido a que hay una gran incertidumbre sobre cuáles son las relaciones filogenéticas entre sus representantes. La mayor parte de los autores están de acuerdo en que representa un grupo polifilético -y por tanto artificial-, pero no se ponen muy de acuerdo en torno a qué y cuántos ancestros diferentes tiene.
El primer taxón tipo-Globigerinoides en ser diferenciado de los otros fue primordius, al que se propuso como ancestro una especie de Globigerina (Globigerina praebulloides occlusa). Después se diferenciaron dos grupos en función de la posición de la abertura principal, las que tenían una abertura umbilical-extraumbilical y las que tenían una abertura extraumbilical, pero estas primeras hipótesis no tuvieron en cuenta la textura de la pared de la concha. 
Tras un estudio más riguroso de las características texturales de los representantes de Globigerinoides, algunos autores llegaron a la conclusión de que existían al menos dos grupos de linajes en Globigerinoides ("A" y "B"); uno de ellos incluía linajes con conchas de pared punteada y espinosa tipo-bulloides descendientes de Globigerina y el otro agrupaba linajes con conchas de pared reticulada tipo-woodi, con la espinosidad menos evidente, y descendientes de Zeaglobigerina. Estos autores llegaron a proponer hasta 7 linajes diferentes de Globigerinoides:
- Entre los Globigerinoides A distinguieron dos linajes, ambos descendientes de Globigerina bulloides: A.1) linaje primordius → altiapertura → obliquus → extremus → conglobatus, y A.2) linaje bulloideus.
- Entre los Globigerinoides B distinguieron hasta cinco linajes diferentes: B.1) linaje triloba descendiente de Zeaglobigerina connecta, y del que surgió otros dos linajes: triloba → inmaturus → quadrilobatus → sacculifer → fistulosa, y triloba → Praeorbulina → Orbulina; B.2) linaje parawoodi descendiente de Zeaglobigerina woodi; B.3) linaje bollii → kennetti, también descendiente de Zeaglobigerina woodi; B.4) linaje subquadratus descendiente de Zeaglobigerina brazieri, y del que surgió tres linajes: subquadratus → mitra, subquadratus → diminutus, y subquadratus → ruber → seigliei; y B.5) linaje tenellus descendiente de Zeaglobigerina rubescens. 
Otros autores sugirieron filogenias similares, aunque proponiendo un menor número de linajes y ancestros.
Algunos de estos linajes han sido elevados al rango de género. La especie que culmina el linaje A.1. se clasificó en el género Alloglobigerinoides, siendo su especie tipo conglobatus. Este nombre podría extenderse para agrupar todo el linaje. El linaje B.1. fue agrupado en el género Trilobigerina, siendo su especie tipo triloba. Sólo la especie terminal de este linaje (fistulosa) ha sido clasificada en otro género, Globigerinoidesella. El linaje B.4. es Globigerinoides s.s., ya que incluye la especie tipo de este género (ruber), aunque una de sus especies (mitra) ha sido clasificada en el género Globicuniculus.
Otros autores han propuesto similares propuestas filogenéticas, aunque han barajado otras especies ancestrales. Según estos autores, la relación entre Globigerinoides y Globigerina queda descartada, y consideran el género Globoturborotalita como la rama ancestral a partir de la cual han surgido los diferentes linajes de Globigerinoides. Esto es así, porque consideran Zeaglobigerina un sinónimo subjetivo posterior de Globoturborotalita y, por tanto, con pared espinosa. Consideran la especie  woodi, antiguamente incluida en Zeaglobigerina y por ellos en Globoturborotalita, una especie importante en la filogenia y de la que surgen las diversas ramas de Globigerinoides. De esta especie surge "parawoodi", cuya asignación al género Globigerinoides debería ponerse con cautela. De woodi, a través de brazieri, surge subquadratus, del que descienden hasta cuatro linajes: 1) subquadratus→ altiapertura → obliquus, del que surgen otros dos linajes: obliquus → extremus, y obliquus → conglobatus; 2) subquadratus→ mitra Globicuniculus; 3) subquadratus→ diminutus; y 4) subquadratus→ ruber → seigliei. Finalmente, de woodi, a través de connecta, surge trilobus, del que descienden dos linajes: 1) trilobus→ sacculifer → fistulosa (Globigerinoidesella); y 2) trilobus→ Praeorbulina → Orbulina.
Autores posteriores han propuesto una hipótesis filogenética, tal vez más sencilla, en la que sugieren dos grandes linajes de formas tipo-Globigerinoides, descendientes de dos especies diferentes de Globoturborotalita: 
- 1) linaje primordius → trilobus → sacculifer descendiente de Globoturborotalita cancellata, el cual dio lugar a dos líneas evolutivas: 1.1) sacculifer → Praeorbulina → Orbulina, y 1.2) sacculifer → fistulosa (Globigerinoidesella)
- 2) linaje subquadratus descendiente de Globoturborotalita woodi, el cual se dividió en dos linajes: 2.1) subquadratus → altiaperturus → obliquus/extremus → conglobatus, y 2.2) subquadratus → ruber.
El primer linaje recibió el nombre genérico Trilobatus, que al utilizar como especie tipo a trilobus, parece ser un sinónimo objetivo posterior de Trilobigerina.
Finalmente, hay otros autores que consideran Globigerinoides un grupo monofilético descendiente de Globigerina praebulloides, siendo su primer representante primordius del cual van surgiendo los diversos linajes. Según esta hipótesis filogenética, todas las especies citadas pueden ser agrupadas en un único género, Globigerinoides, y, por tanto, no es necesario considerar diferentes géneros para cada linaje.

## Ecología y Paleoecología
Globigerinoides incluye especies con un modo de vida planctónico (con simbiontes), de distribución latitudinal cosmopolita, preferentemente tropical-subtropical, y habitantes pelágicos de aguas superficiales e intermedias (medio epipelágico a mesopelágico superior).

## Clasificación
Se han descrito numerosas especies de Globigerinoides. Entre las especies más interesantes o más conocidas destacan:
- Globigerinoides altiaperturus
- Globigerinoides bisphericus
- Globigerinoides bulloideus
- Globigerinoides conglobatus
- Globigerinoides grilli
- Globigerinoides elongatus
- Globigerinoides extremus
- Globigerinoides diminutus
- Globigerinoides inmaturus
- Globigerinoides inusitatus
- Globigerinoides irregularis
- Globigerinoides kennetti
- Globigerinoides mitra
- Globigerinoides obliquus
- Globigerinoides parawoodi
- Globigerinoides primordius
- Globigerinoides quadrilobatus
- Globigerinoides sacculifer
- Globigerinoides seigliei
- Globigerinoides subelongatus
- Globigerinoides subquadratus
- Globigerinoides subsacculifer
- Globigerinoides ruber
- Globigerinoides tenellus
- Globigerinoides trilobus

Un listado completo de las especies descritas en el género Globigerinoides puede verse en el siguiente anexo.